# 貝尼阿巴斯區

30°8′N 2°10′E / 30.133°N 2.167°E
貝尼阿巴斯區（阿拉伯语：‎），是阿爾及利亞的行政區，位於該國西部，由貝沙爾省負責管轄，首府設於貝尼阿巴斯，面積13,170平方公里，2008年人口12,134，人口密度每平方公里0.92人。